# Râul Valea Dracului, Văleni
- Pentru alte râuri omoloage, din varii bazine hidrografice, vedeți Râul Valea Dracului (dezambiguizare) .

Râul Valea Dracului este un afluent al râului Văleni. 

## Hărți
- Harta Județului Cluj
- Harta Munții Apuseni
- Harta Munții Trascău  Arhivat în 11 octombrie 2008, la Wayback Machine.